# Beaulieu-sous-Parthenay
Beaulieu-sous-Parthenay är en kommun i departementet Deux-Sèvres i regionen Nouvelle-Aquitaine i västra Frankrike. Kommunen ligger i kantonen Mazières-en-Gâtine som tillhör arrondissementet Parthenay. År 2022 hade Beaulieu-sous-Parthenay 676 invånare.

## Befolkningsutveckling
Antalet invånare i kommunen Beaulieu-sous-Parthenay
| Referens: INSEE |